# Daniel Edward Pilarczyk
Daniel Edward Pilarczyk (Dayton, 12 agosto 1934 – Cincinnati, 22 marzo 2020) è stato un arcivescovo cattolico statunitense.

## Biografia
Monsignor Daniel Edward Pilarczyk nacque a Dayton, in Ohio, il 12 agosto 1934 ed era l'unico figlio di Daniel Joseph Pilarczyk e Frieda (nata Hilgefort).

### Formazione e ministero sacerdotale
Dopo aver ricevuto la sua prima educazione nelle scuole parrocchiali di Nostra Signora della Misericordia e Sant'Antonio, frequentò la Sacred Heart Latin School. All'età di quattordici anni entrò nel seminario "San Gregorio" di Cincinnati. Nel 1953 venne inviato a proseguire gli studi alla Pontificia università urbaniana a Roma. Conseguì la licenza in filosofia nel 1956 e la licenza in sacra teologia nel 1960. Sua madre morì nel 1955 e suo padre si risposò con Marie Scothorn.
Il 20 dicembre 1959 fu ordinato presbitero per l'arcidiocesi di Cincinnati a Roma dal cardinale Krikor Bedros XV Aghagianian. Rimase a Roma per gli studi post laurea. Nel 1961 conseguì il dottorato in sacra teologia alla Pontificia università urbaniana. Tornato in patria fu assistente cancelliere arcivescovile e curato della chiesa di San Luigi dal 1961 al 1963. Insegnò poi latino e greco presso il seminario "San Gregorio" dal 1963 al 1974. Nel 1965 conseguì un master's degree presso la Xavier University di Cincinnati. Dal 1968 al 1974 fu vicepresidente dell'Athenaeum of Ohio e rettore del seminario "San Gregorio". Con 34 anni di età, era l'uomo più giovane ad aver ricoperto quell'incarico. Nel 1969 conseguì un dottorato di ricerca presso l'Università di Cincinnati. Fu anche giudice sinodale del tribunale arcidiocesano dal 1971 al 1982.

### Ministero episcopale
Il 12 novembre 1974 papa Paolo VI lo nominò vescovo ausiliare di Cincinnati e titolare di Hodelm. Ricevette l'ordinazione episcopale il 20 dicembre successivo dall'arcivescovo metropolita di Cincinnati Joseph Louis Bernardin, co-consacranti l'arcivescovo-vescovo ausiliare della stessa arcidiocesi Nicholas Thomas Elko e il vescovo di Youngstown James William Malone. Dal 1974 e al 1982 fu vicario generale, direttore dei servizi educativi dell'arcidiocesi e presidente della commissione arcidiocesana sull'educazione. Ricoprì anche il ruolo di presidente del consiglio di amministrazione della St. Rita School for the Deaf dal 1977 al 1982. Entrò anche nel consiglio di amministrazione dell'Athenaeum of Ohio, nel consiglio presbiterale e nel consiglio pastorale diocesano.
Una volta disse: "Educare significa sviluppo, crescita: quando Dio ci crea, non ci completa, ci lascia fare alcuni tocchi finali. L'educazione è un dono meraviglioso. La capacità di essere educati [...] è un dono meraviglioso che a volte la gente trascura o ne abusa".
Il 30 ottobre 1982 papa Giovanni Paolo II lo nominò arcivescovo metropolita di Cincinnati. Prese possesso dell'arcidiocesi il 20 dicembre successivo. Divenne anche cancelliere e presidente del consiglio di amministrazione dell'Athenaeum of Ohio.
Rilanciò l'iniziativa Catholic Common Ground, lanciata da monsignor Joseph Louis Bernardin. In un tempo in cui molte diocesi scelsero o furono costrette a chiudere i seminari, monsignor Pilarczyk assunse la guida di un seminario che venne migliorato accademicamente e fisicamente. Oltre a educare i futuri sacerdoti nella sua divisione dell'Athenaeum of Ohio, funse anche da centro di formazione per laici. Il suo programma pastorale del 1975 fu uno dei primi nel paese.
Monsignor Pilarczyk ordinò 84 sacerdoti e consacrò 3 vescovi. Conferì la confermazione a più di 74.000 fedeli.
Cercando di dare una risposta attiva al numero decrescente di sacerdoti disponibili, creò il "Progetto Futuro" all'inizio degli '90. Oltre a sviluppare nuove strategie per aumentare le vocazioni, il progetto creò 100 regioni pastorali che forniranno una struttura per gestire le parrocchie attuali con un minimo di 100 parroci.
Fu un forte sostenitore della radio cattolica nell'arcidiocesi, dando un contributo sostanziale all'acquisto della Radio Cattolica del Sacro Cuore 740 AM. Spesso fu in onda.
Se i dati demografici portarono alla chiusura e alla fusione di scuole e parrocchie nell'arcidiocesi, come in tutto il paese, monsignor Pilarczyk nei suoi 25 anni di episcopato ebbe comunque la gioia di dedicare 37 nuove chiese o cappelle e di riedificarne 25. Sebbene l'arcidiocesi di Cincinnati sia solo sia la ventesima circoscrizione per dimensione nel paese, essa è l'ottava per il numero scuole cattoliche.
Mentre si avvicinava la fine del suo ministero come arcivescovo, lanciò l'iniziativa "Grateful Believers" per accrescere la consapevolezza delle benedizioni di Dio e della giusta risposta. Scrisse una serie di articoli per The Catholic Telegraph e invitò decine di altre persone a condividere le proprie storie come credenti riconoscenti.
Durante il suo episcopato vi furono casi di abusi sessuali che furono coperti dalle autorità ecclesiastiche. Nel 2003 monsignor Pilarczyk non si oppose a cinque conteggi di omissione per non aver denunciato reati e ammise fatti che costituivano una colpa. L'arcidiocesi venne dichiarata colpevole di non aver denunciato i crimini e il giudice affermò che i leader ecclesiastici avevano anteposto l'autoconservazione al loro dovere morale di prestare assistenza alle vittime.
Nell'ottobre del 2008, monsignor Dennis Marion Schnurr venne nominato arcivescovo coadiutore.
Il 21 dicembre 2009 papa Benedetto XVI accettò la sua rinuncia al governo pastorale dell'arcidiocesi per raggiunti limiti di età. Era l'ordinario diocesano in carica da più tempo nel paese. Il giorno dopo celebrò i 50 anni di presbiterato e i 35 anni di episcopato. Monsignor Pilarczyk continuò a essere coinvolto nella comunità diocesana, in particolare con la crescita dell'arcidiocesi in diverse contee. Espresse la passione per la predicazione e lavorò per affrontare quello che considerava dei pregiudizi sul cattolicesimo.
In seno alla Conferenza dei vescovi cattolici degli Stati Uniti fu membro del comitato amministrativo dal 1975 al 1977, dal 1978 al 1981 e dal 1984 al 1993; membro del comitato per la dottrina dal 1976 al 1982 e dal 1994 al 2000; presidente del comitato per la dottrina dal 1996 al 2000; membro del comitato ad hoc per l'assistenza sanitaria dal 1994 al 1997; presidente del comitato per l'educazione dal 1978 al 1981; membro del comitato congiunto di collegamento tra società e studiosi cattolici dal 1978 al 1982; membro del comitato ad hoc "Sapientia Christiana" dal 1980 al 1986; presidente del comitato ad hoc sulla missione della Conferenza nel 1981; presidente del comitato di pianificazione per le assemblee generali dal 1984 al 1986; presidente del comitato per la liturgia dal 1984 al 1986; membro dello stesso comitato dal 1999 al 2009; membro del comitato di pianificazione dal 1984 al 1995; presidente del comitato per il personale e l'amministrazione dal 1986 al 1989; presidente del comitato ad hoc per la revisione degli statuti e del regolamento dal 1997 al 2001 e membro del comitato congiunto tra vescovi cattolici e ortodossi dal 2002 al 2009. Della stessa Conferenza fu vicepresidente dal 1986 al 1989 e presidente dal 1989 al 1992.
Fu inoltre membro del consiglio di direzione del Pope John Center dal 1978 al 1985; membro del comitato consultivo dei servizi missionari nazionali della Catholic Health Association dal 1981 al 1982; membro del consiglio di amministrazione della stessa associazione dal 1982 al 1985; membro del Commissione internazionale sull'inglese nella liturgia dal 1987 al 1997; presidente della stessa commissione dal 1991 al 1997; membro del consiglio di amministrazione del Pontificio collegio Josephinum dal 1983 al 1992; membro del consiglio di amministrazione dell'Università Cattolica d'America a Washington dal 1983 al 1991 e dal 1997 al 2001; presidente dello stesso comitato dal 1988 al 1990.
Ricevette un dottorato onorario dalla Xavier University di Cincinnati nel 1975, dal Calumet College of Saint Joseph di Whiting nel 1982, dalla Marquette University di Milwaukee nel 1990, dall'Università di Dayton nel 1990, dal Thomas More College nel 1991, dal Mount St. Joseph University di Delhi nel 1994, dal Hebrew Union College-Jewish Institute of Religion nel 1997 e dall'Athenaeum of Ohio di Cincinnati nel 2007.
Ricevette inoltre il premio della Scuola americana di studi classici di Atene nell'estate del 1966, il Distinguished Alumni Award del McMicken College of Arts & Sciences dell'Università di Cincinnati nel 2001, il Bishop John England Award della Catholic Press Association nel 2009 e il Daniel J. Kane Religious Communication Award dell'Università di Dayton nel 2010.
Morì a Cincinnati il 22 marzo 2020 all'età di 85 anni. Le esequie si tennero il 27 marzo nella cattedrale di San Pietro in Vincoli a Cincinnati in forma strettamente privata a causa della pandemia di COVID-19 e furono presiedute da monsignor Dennis Marion Schnurr, suo successore. È sepolto nel Gate of Heaven Cemetery di Montgomery.

## Opere
Monsignor Pilarczyk è stato autore di quasi due dozzine di libri e opuscoli, i cui diritti d'autore sono stati donati all'Athenaeum of Ohio/Mount St. Mary's Seminary. Il suo libro più venduto è stato "Twelve Tough Issues - And More". La sua opera più recente è stata "When God Speaks".
- Praepositini Cancellarii de Sacramentis et de Novissimis, Roma, 1964
- Challenged by Christ — A Family Lenten Retreat, Our Sunday Visitor, 1980
- Be Free: Reflections on Redemption, The Catholic Telegraph, 1984
- Domestic Manners of the American People, America, 1985
- Reflections on the Lord's Prayer, The Catholic Telegraph, 1985
- Vocations to Ordained Ministry, Vocations and Future Church Leadership, 1986
- A Letter About Dissent, The Catholic Telegraph, 1986
- On Preaching Heresy, America, 1986
- Taking on the Chin for Life, America, 1987
- Understanding the Mass, Our Sunday Visitor, 1987
- Twelve Tough Issues, The Catholic Telegraph/Saint Anthony Messenger Press, 1988
- Coin of Realm, America, 1988
- We Believe, The Catholic Telegraph/Saint Anthony Messenger Press, 1989
- The Catholic Guide to Confession, The Catholic Telegraph/Our Sunday Visitor, 1990
- Living in the Lord: Building Blocks for Christian Spirituality, The Catholic Telegraph/Saint Anthony Messenger Press, 1990
- The Parish: Where God's People Live, The Catholic Telegraph/Paulist Press, 1992
- Forgiveness, The Catholic Telegraph/Our Sunday Visitor, 1992
- What Must I Do?, The Catholic Telegraph/Saint Anthony Messenger Press, 1993
- Our Priests: Who They Are and What They Do, The Catholic Telegraph/Our Sunday Visitor, 1994
- Sacraments, Our Sunday Visitor, 1995
- Lenten Lunches, The Catholic Telegraph/Saint Anthony Messenger Press, 1995
- Our Particular Church, The Catholic Telegraph, 1996
- Thinking Catholic, The Catholic Telegraph/Saint Anthony Messenger Press, 1998
- Bringing Forth Justice, The Catholic Telegraph/Saint Anthony Messenger Press, 1999
- Practicing Catholic, The Catholic Telegraph/Saint Anthony Messenger Press, 1999
- Keeping the Lord's Day: An Invitation to Joy, The Catholic Telegraph, 1999
- Believing Catholic, The Catholic Telegraph/St. Anthony Messenger Press, 2000
- Live Letters, The Catholic Telegraph/St. Anthony Messenger Press, 2001
- Being Catholic, Saint Anthony Messenger Press, 2002
- Twelve Tough Issues—And More, Saint Anthony Messenger Press, 2006
- When God Speaks, Saint Anthony Messenger Press, 2006

## Genealogia episcopale e successione apostolica
La genealogia episcopale è:
- Cardinale Scipione Rebiba
- Cardinale Giulio Antonio Santori
- Cardinale Girolamo Bernerio, O.P.
- Arcivescovo Galeazzo Sanvitale
- Cardinale Ludovico Ludovisi
- Cardinale Luigi Caetani
- Cardinale Ulderico Carpegna
- Cardinale Paluzzo Paluzzi Altieri degli Albertoni
- Papa Benedetto XIII
- Papa Benedetto XIV
- Papa Clemente XIII
- Cardinale Marcantonio Colonna
- Cardinale Giacinto Sigismondo Gerdil, B.
- Cardinale Giulio Maria della Somaglia
- Cardinale Carlo Odescalchi, S.I.
- Cardinale Costantino Patrizi Naro
- Cardinale Lucido Maria Parocchi
- Papa Pio X
- Cardinale Gaetano De Lai
- Cardinale Raffaele Carlo Rossi, O.C.D.
- Arcivescovo Amleto Giovanni Cicognani
- Arcivescovo Paul John Hallinan
- Cardinale Joseph Bernardin
- Arcivescovo Daniel Edward Pilarczyk

La successione apostolica è:
- Vescovo James Henry Garland (1984)
- Vescovo Carl Kevin Moeddel (1993)
- Vescovo Robert Daniel Conlon (2002)